# داركو براشانتس
داركو براشانتس (بالصربية: Дарко Брашанац) (مواليد 12 فبراير 1992) هو لاعب كرة قدم صربي محترف يلعب لنادي أوساسونا الإسباني كلاعب خط وسط.